# جان- كلود شيرمان
جان- كلود شيرمان (بالفرنسية: Jean-Claude Chermann)‏ هو عالم فيروسات فرنسي أدار فريق البحث الذي كان تحت قيادة لوك مونتانييه والذي اكتشف الفيروس المرتبط بالإيدز.